# Kollektív bűnösség
A kollektív bűnösség elve valamely etnikai vagy társadalmi csoport, közösség egyetemleges felelősségre vonása azon a jogcímen, hogy e közösség egyes tagjai ténylegesen (vagy feltételezhetően) jogi vagy erkölcsi értelemben elítélendő cselekedetet hajtottak végre. A kollektív bűnösség alkalmazását tiltják a polgári büntetőjogi elméletek.[forrás?]

## A 20. században
A 20. században mint politikai elv érvényesült a gyakorlatban. A második világháborúban győztes nagyhatalmak alkalmazták a legyőzöttekkel szemben, illetve a kisebbségben élő, a legyőzött nemzetekhez tartozó emberekkel szemben. Az 1945-ös potsdami konferencia is kimondta a csehszlovákiai, lengyelországi, magyarországi német nemzetiségű lakosok egy részének Németországba telepítését. A Beneš-dekrétumok a Csehszlovákiában élő németek és magyarok elleni intézkedéseket jelentettek.